# Santiago
Santiago (лат.) — род пчёл, из трибы Eucerini семейства Apidae.

## Распространение
Неотропика. Встречаются в Бразилии и Перу.

## Описание
Пчёлы желтовато-коричневого цвета среднего размера (длина около 1,5 см). Максимальная ширина головы 4,33 мм; ширина метасомы 5,42 мм; длина крыла 9,50 мм; длина глаза 2,36 мм; верхнее межглазничное расстояние 2,52 мм; нижнее межглазничное расстояние 2,40 мм; максимальная длина первых трех флагелломеров 0,20 — 1,20 — 0,96 мм; максимальный диаметр 4-го флагелломера 0,28 мм. Отличаются выпуклым наличником головы (Silveira, 2002). Собирательные волоски образуют так называемую корзинку.

## Этимология
Род и вид Santiago mourei названы в честь энтомолога профессора Jesús Santiago Moure, крупного специалиста по пчёлам Южной Америки за его вклад в неотропическую гименоптерологию и публикации в этой области исследований за последние 50 лет.

## Классификация
- Santiago mourei Urban, 1989 — Бразилия
- Santiago wittmanni Urban, 2003 — Перу